# Dialeurodes denticulatus
Dialeurodes denticulatus là một loài côn trùng cánh nửa trong họ Aleyrodidae, phân họ Aleyrodinae.
Dialeurodes denticulatus được Bondar miêu tả khoa học đầu tiên năm 1923.